# Oakland Park
Oakland Park – miasto w Stanach Zjednoczonych, w stanie Floryda, w hrabstwie Jackson.